# ایزدی کازرونی
محمد خان ایزدی کازرونی ملقب به فصیح‌الملک از شعرای قرن ۱۴ هجری قمری در کازرون متولد شد.

## زندگی
ایزدی فرزند شیخ عبدالله آل مذکور از خاندان حکام محلی بوشهر است. وی پس از اتمام تحصیلات مقدماتی در کازرون به شیراز و تهران رفت و به ادامه تحصیل پرداخت. پس از مدتی به هندوستان رفت و دیوان اشعارش را در بمبئی به چاپ رساند. دیوان اشعار ایزدی بالغ بر ۲۱۹۸ بیت دارد. از جمله مثنوی های معروف وی حسن‌نامه، عشق‌نامه و مطلع‌الانوار هستند.  ایزدی در سال ١٣٢٢ هجری در شیراز درگذشت و در مقبره بی‌بی‌دختران شیراز به خاک سپرده شد.